# 江苏药水厂旧址
江苏药水厂旧址是位於中華人民共和國上海市普陀區的一個歷史建築。

## 厂区特征
江蘇药水厂旧址原本面积约25平方米，总建筑面积约5000平方米，主要建筑有一层钢混结构厂房、办公楼和职工宿舍，现僅存原先的办公楼一幢，位于同濟大學第二附屬中學校园内。建築為二层砖木结构洋房，建筑单体占地384平方米，建筑面积705平方米。办公楼坐北朝南，临河而建，建築曾有煙囪三根，均已拆除。建筑门窗均为木作。

## 历史沿革
江苏药水厂（Kiangsu Chemical Works）由英国商人美查于清朝同治十三年（1874年）开办，初名为美查制酸厂，主要生產硫酸以及少量硝酸和盐酸。这是中国第一家由外商开设的化工厂，也是上海开埠以后第一家化工企业。药水厂起初位於上海公共租界內的新闸桥。由於药水厂会排放大量有毒有害气体，工部局责令搬迁。光绪三十三年（1907年）冬，药水厂迁至小沙渡的上海公共租界外的一侧，即現今的宜昌路550号。中華民國24年（1935年）停产，中華民國30年（1941年），太平洋战争爆发，日军进驻上海公共租界，江苏药水厂归日军管理。日本投降后，江苏药水厂重归英商所有。1954年改為地方国营，並改名地方国营上海江苏药水厂。1962年停產，1963年关闭。1980年代起，上海开始对江苏药水厂舊址进行改造，原江苏药水厂旧址改建为西康路小学和普陀中学，後來又成為同济大学第二附属中学校園一部分。2009年6月，江苏药水厂旧址被公布为第二批普陀区登记不可移动文物。